# Karel Frederik Wenckebach
Karel Frederik Wenckebach (ur. 24 marca 1864, zm. 11 listopada 1940) – holenderski lekarz i anatom.

## Wczesne lata życia i wykształcenie
Karel Frederik przyszedł na świat w Hadze w rodzinie holenderskiego inżyniera Eduarda Wenckebacha i Marii Cornelissen. Jego dziadek był sędzią holenderskiego Sądu Najwyższego, a starszy brat Willem Wenckebach malarzem, grafikiem i artystą introligatorem.
Gdy Karel miał 10 lat umarł jego ojciec, co było przyczyną przeprowadzenia się rodziny do Utrechtu. Tam uczęszczał do szkoły średniej, a od roku 1881 studiował medycynę na tamtejszym uniwersytecie. W trakcie studiów wykazywał zainteresowanie raczej dla nauk morfologicznych niż klinicznych – jego praca wygłoszona na zakończenie studiów (niderl. Over den bouw en de ontwikkeling der Bursa-Fabricii, „O budowie i rozwoju torebki Fabrycjusza”) dotyczyła na przykład rozwoju i anatomii porównawczej torebki Fabrycjusza, a inne dotyczyły embriologii. 

## Życie zawodowe
Po ukończeniu studiów w roku 1888 pozostał na uczelni, początkowo jako asystent Instytutu Zoologii, a następnie wydziału patologii i anatomii (pracę naukową w dziedzinie zoologii uniemożliwiło mu zaburzenie widzenia kolorów na które cierpiał). Tam, dzięki swemu kierownikowi Theodorowi Engelmannowi, który w tym okresie interesował się szczególnie zagadnieniami rytmu serca, zdobył najnowszą wiedzę naukową w tej dziedzinie oraz zapoznał się z technikami i urządzeniami służącymi w badaniach.
W 1891 roku Wenckebach musiał porzucić karierę naukową z przyczyn ekonomicznych. Rozpoczął wówczas praktykę wiejskiego lekarza w Herleen. Pod jego opieką pozostawał między innymi miejscowy dom opieki, u którego pensjonariuszy często odnotowywał zaburzenia rytmu serca. W swoich obserwacjach zwrócił między innymi uwagę na występowanie przerwy wyrównawczej po skurczu dodatkowym, co wcześniej wraz z Engelmannem obserwował jedynie w warunkach eksperymentalnych badając serce żaby.
W roku 1896 Wenckebach powrócił do Utrechtu gdzie, obok praktyki lekarskiej, pracował w szpitalu Bartholomeus Gasthuis. Podjął też działalność naukową w laboratorium fizjologicznym uniwersytetu. Publikował prace z zakresu badań nad rytmem serca i tętnem. Jednym z ważniejszych jego dokonań w tym okresie było wykazanie, że skurcze dodatkowe, jakie wywoływano w badaniach eksperymentalnych u zwierząt, mogą występować samoistnie także u ludzi.
W roku 1900 został wybrany na kierownika katedry medycyny uniwersytetu w Groningen. Rok później został profesorem medycyny na tym uniwersytecie. W Groningen kontynuował badania nad zaburzeniami rytmu i przewodzenia serca. W 1903 opublikował w języku niemieckim swoje fundamentalne dzieło o zaburzeniach rytmu serca - Arythmie als Ausdruck bestimmter Funktionsstörungen des Herzens. W przetłumaczenie tej pracy na angielski i jej wydanie rok później zaangażował się osobiście szkocki pionier prac nad  arytmiami James MacKenzie. Zapoczątkowało to późniejszą przyjaźń i współpracę obydwu badaczy.
W latach 1911–1914 kierował katedrą medycyny Uniwersytetu w Strasburgu, a  w latach (1914-1929) - Uniwersytetu Wiedeńskiego. Klinika Wenckebacha w Wiedniu stała się miejscem odwiedzanym chętnie przez zagranicznych lekarzy chcących pogłębić swoją wiedzę o zaburzeniach rytmu serca, a zwłaszcza przez lekarzy ze Stanów Zjednoczonych. Był jednym z założycieli i redaktorów czasopisma medycznego Wiener Archiv für innere Medizin. Podczas I wojny światowej zajął się badaniami nad chorobami serca u żołnierzy, a także problematyką niedożywienia i krzywicy. W trakcie swego pobytu w Wiedniu Wenckebach cieszył się sławą konsultanta kardiologa o międzynarodowej renomie. Badał między innymi umierającego marszałka Józefa Piłsudskiego .

### Osiągnięcia naukowe

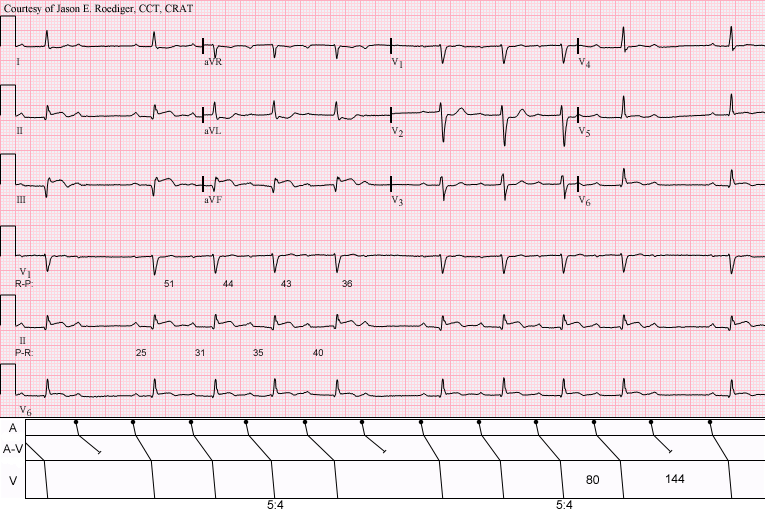
Periodyka Wenckebacha w zawale ściany dolnej serca

Wenckebach jest pamiętany przede wszystkim za jego prace z dziedziny kardiologii i fizjologii serca. 
W roku 1898 jako pierwszy opisał występowanie u ludzi dodatkowych skurczów komorowych z przerwą wyrównawczą (w tym samym roku opisał to niezależnie także szkocki fizjolog Arthur Robertson Cushny). Wcześniej zaburzenie to obserwowano tylko u zwierząt eksperymentalnych.
W 1899 roku przedstawił opis zaburzeń rytmu serca u 41-letniej kobiety wynikających z niekompletnego bloku węzła przedsionkowo-komorowego, znanych dziś jako blok przedsionkowo-komorowy II stopnia (Mobitza I) albo zjawisko Wenckebacha (periodyka Wenckebacha). Arytmię tę odkrył jeszcze przed wprowadzeniem do praktyki laboratoryjnej i klinicznej EKG, jedynie na podstawie analizy matematycznej stosunku częstości tętna przedsionków (badanego osłuchiwaniem) i tętna obwodowego wraz z analizą zapisu tętna na tętnicy promieniowej (sfigmogramu). Choć zaburzenie to nazywane jest dziś powszechnie periodyką Wenckebacha, sam Wenckebach nazwał je okresami Lucianiego na część włoskiego fizjologa Luigi Lucianiego, który podobne zaburzenie wywoływane w sercu żaby opisał w roku 1873.
W roku 1903 Wenckebach opublikował pracę Arythmie als Ausdruck bestimmter Funktionsstörungen des Herzens, w której przedstawił całościowo teorię miogenną rytmu serca. Wedle niej bodźce prowadzące do skurczu serca pochodzą z samych jego komórek mięśniowych, a nie są skutkiem pobudzeń z zewnętrznego unerwienia.
Wenckebach opisał też w 1906 roku strukturę anatomiczną jaką jest pęczek środkowy łączący przedsionki z węzłem przedsionkowo-komorowym. Pęczek ten określany jest niekiedy jako pęczek Wenckebacha i jest jednym z czterech połączeń międzywęzłowych (pozostałe to pęczek tylny Thorela, i dwie gałęzi przedniego pęczka - pęczek Bachmanna i gałąź zstępująca). 
W roku 1912, badając przypadek cierpiącego na migotanie przedsionków kupca z Holenderskich Indii Wschodnich, który jako profilaktykę malarii pił nalewkę z chininy, odkrył korzystny wpływ leku na samopoczucie chorych z tym zaburzeniem rytmu. Jako jeden z pierwszych zaczął więc stosować chininę w roli leku antyarytmicznego. 
W 1934 opublikował książkę Das Beriberi-Herz. Morphologie, Klinik, Pathogenese będącą owocem jego badań nad chorobą beri-beri w Holenderskich Indiach Wschodnich i stanowiącą podstawę dla wyróżnienia tej jednostki chorobowej.

## Życie rodzinne
Karel Frederik Wenckebach zawarł małżeństwo w roku 1892. Syn Karela, Oswald, był rzeźbiarzem, malarzem i autorem projektu monet wybijanych w Holandii między 1948 a 1981 rokiem. 

## Upamiętnienia
Karela Frederika Wenckebacha upamiętniają eponimy:
- periodyka Wenckebacha – zaburzenie rytmu serca związane z blokiem przedsionkowo-komorowym II stopnia
- objaw Wenckebacha – paradoksalne ruchy klatki piersiowej w przebiegu przewlekłego zapalenia śródpiersia i osierdzia[2]
- pęczek Wenckebacha – wiązka mięśniówki przewodzącej pobudzenia od okolicy ujścia żyły głównej górnej do uszka prawego przedsionka.

## Wybrane prace
- Zur Analyse des unregelmassigen Pulses („O analizie nieregularnych pulsów”). W:  Zeitschrift für klinische Medizin (1899)
- Arythmie als Ausdruck bestimmter Funktionsstörungen des Herzens (1903)
- Die unregelmässige Herztätigkeit und ihre klinische Bedeutung (1914)
- Die unregelmassige Herztatigkeit (1927; wspólnie z Heinrichem Winterbergiem)
- Herz- und Kreislaufinsufficienz (1931) (wyd. pol. Niewydolność układu krążenia, Warszawa 1932)
- Das Beriberi-Herz. Morphologie, Klinik, Pathogenese (1934)